# Continue (Computerspiele)

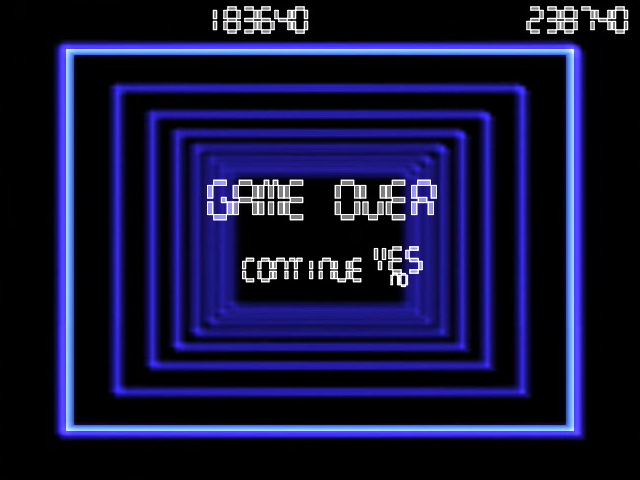
Game over mit continue-Hinweis vom Spiel A7Xpg

Continue (engl.: fortsetzen) bezeichnet eine in Computerspielen verwendete Option. Sie ermöglicht es ein Spiel fortzusetzen, obwohl der Spieler seinen Vorrat an Versuchen (Leben) aufgebraucht hat. Weitere Eigenschaften von Continues sind das Zurücksetzen der angesammelten Punkte des Spielers sowie meist ein Neubeginn am Anfang des Levels oder zumindest an bestimmten festgelegten Punkten in diesem.
Der Begriff entstand, als Arcade-Spiele mit komplexeren Levels ausgestattet wurden. Das erste Arcade-Spiel mit dieser Funktion war der Weltraum-Shooter Bosconian (Namco, 1981). Bei einer Niederlage zeigte der Spielautomat nun statt eines Game-over-Bildschirms die Phrase „Continue?“ an und gab dem Spieler so die Möglichkeit eine weitere Münze einzuwerfen und fortzufahren. Charakteristisch für diese Vorgehensweise ist ein Countdown (meist von 10–0), der bei Nichtreagieren das Spielende auslöst.
Bei der Umsetzung dieser Spiele auf Heimcomputer oder Spielkonsolen und später auch bei Neuentwicklungen wurde dieser Ansatz weitgehend übernommen, obwohl der Reizimpuls an einen Spieler, weiterhin Geld auszugeben, nicht mehr vorhanden war. Die Wandlung in der Verwendung zu einem Begriff der Videospielkultur zeigen auch Spiele, wie beispielsweise Teile der Contra-Reihe, in denen es zur Bestimmung des Schwierigkeitsgrades nicht nur möglich ist die Anzahl der Leben einzustellen, sondern auch die der Continues. Bei Arcade-Automaten konnte dies der Aufsteller, bei den meisten Spielen, über DIP-Schalter einstellen.
Der Begriff ist zudem abzugrenzen zu englischsprachigen Spielen, die einen Datenspeicher verwenden und das Wort zur Wiederaufnahme des letzten Speicherpunktes benutzen.